# پیسکووا لهوتا (ناحیه نیمبورک)
پیسکووا لهوتا (ناحیه نیمبورک) (به چکی: Písková Lhota) یک منطقهٔ مسکونی در جمهوری چک است که در ناحیه نیمبورک واقع شده‌است. پیسکووا لهوتا ۶٫۴۳ کیلومتر مربع مساحت و ۴۱۴ نفر جمعیت دارد.